# Eugène Jamain
Pour l’article ayant un titre homophone, voir Eugène Jamin.
Eugène Jamain, né le 2 mai 1891 à Clémont (Cher) et mort le 24 octobre 1970 à Paris, est un homme politique français.

## Détail des fonctions et des mandats
Mandats locaux
- Maire de Clémont
- 1945 - 1949 : Conseiller général du canton d'Argent-sur-Sauldre
- 1949 - 1955 : Conseiller général du canton d'Argent-sur-Sauldre
- 1955 - 1961 : Conseiller général du canton d'Argent-sur-Sauldre
- 1961 - 1967 : Conseiller général du canton d'Argent-sur-Sauldre
- 1967 - 24 octobre 1970 : Conseiller général du canton d'Argent-sur-Sauldre

Mandats parlementaires
- 26 avril 1959 - 23 septembre 1962 : Sénateur du Cher
- 23 septembre 1962 - 24 octobre 1970 : Sénateur du Cher